# 柳承佑
柳承佑（류승우，1993年12月17日—），韩国足球运动员。

## 俱乐部生涯
2013年11月6日，柳承佑和经典K联赛球队济州联签订职业生涯的首份合同，不过一个月后，球队宣布将他租借到德国足球甲级联赛球队勒沃库森。 2014年1月25日，柳承佑在勒沃库森2比3不敌弗莱堡的比赛下半场替补球队中的另一个韩国人孙兴慜出场，上演职业生涯首秀。 他在2013/14赛季一共在德甲联赛中得到2次出场机会。